# Потенциал, связанный с событием

Форма сигнала, с компонентами ПВС, включая N100 (помечена N1) и P300 (помечена P3). Обратите внимание, что ПСС строится с отрицательным напряжением вверх, что является распространённой, но не универсальной практикой в исследованиях ПСС

Потенциал, связанный с событием (ПСС, ССП, англ. event-related potential — ERP) — измеренный отклик мозга, который является прямым результатом определённого ощущения, когнитивного или моторного события. Более формально, это любой типичный электрофизиологический отклик на стимул. Таким образом, исследование мозга обеспечивают неинвазивные способы оценки функционирования мозга.
ПСС измеряются с помощью электроэнцефалографии (ЭЭГ). Магнитоэнцефалографическим (МЭГ) эквивалентом ПСС является МПСС, или (магнитное) поле, связанное с событием (англ. event-related field — ERF). Вызванный потенциал и индуцированный потенциал являются разновидностями ПСС.

## История
С открытием электроэнцефалографии (ЭЭГ) в 1924 году Ханс Бергер обнаружил, что можно измерить электрическую активность человеческого мозга, поместив электроды на волосяной части кожи головы и усилив сигнал. Изменения напряжения в течение некоторого периода времени могут быть представлены в виде графика. Он заметил, что на напряжение могут влиять внешние события, которые стимулировали чувства.
ЭЭГ оказалась полезным средством записи активности мозга в последующих десятилетиях. Однако, как правило, было очень трудно оценить высокоспецифичный нейронный процесс, который представляет интерес для когнитивной нейробиологии, так, как в исходных данных ЭЭГ сложно выделить сигналы отдельных нейрокогнитивных процессов. Для потенциалов, связанных с событиями (ПСС), был предложен более сложный метод выделения откликов на специфические сенсорные, когнитивные и моторные события на основе обычных методов усреднения.
В 1935—1936 гг. Паулина и Хэллоуэлл Девис записали первые известные ПСС бодрствующих людей, результаты которых были опубликованы через несколько лет, в 1939 г.
Исследования сенсорных проблем не проводились во время Второй Мировой войны и возобновились в 1950-х годах. В 1964 году исследования Грея Уолтера и его коллег начали современную эпоху открытий компонентов ПСС, когда они сообщили о первом когнитивном компоненте ПСС, названном условное отрицательное отклонение (англ., contingent negative variation — CNV). Саттон, Брарен и Зубин (1965) сделали ещё одно достижение, открыв компонент P3. В течение следующих пятнадцати лет исследования компонентов ПСС становились все более популярными.
1980-е годы, с появлением недорогих компьютеров, открылись новые возможности для исследований когнитивной нейробиологии. В настоящее время ПСС является одним из наиболее широко используемых методов в когнитивной нейробиологии, применяемых для изучения физиологических коррелятов, связанных с обработкой информации сенсорного восприятия, перцептивной и когнитивной деятельности.

## Вычисления
ПСС могут быть достоверно измерены с использованием электроэнцефалографии (ЭЭГ), процедуры, которая измеряет электрическую активность мозга с использованием электродов, размещённых на скальпе. ЭЭГ отражает активность тысяч одновременно проходящих процессов мозга. Это означает, что реакция мозга на один стимул или интересующее событие обычно не видна при записи ЭЭГ одного испытания. Чтобы увидеть реакцию мозга на раздражитель, экспериментатор должен провести множество испытаний и усреднением результатов удалить случайную активность мозга и, тем самым, выделить искомый сигнал, называемый ПСС.
Случайная (фоновая) активность мозга вместе с другими биосигналами (например, ЭОГ, ЭМГ, ЭКГ) и электромагнитные помехи (например, линейный шум, флуоресцентные лампы) составляют шумовой вклад в записанный ПСС. Этот шум скрывает интересующий сигнал, который представляет собой последовательность исследуемых базовых ПСС.
С математической точки зрения существует возможность определить отношение сигнал/шум (ОСШ) записанных ПСС. Усреднение увеличивает ОСШ записанных ПСС, делая их различимыми, позволяя интерпретировать их. Это факт имеет простое математическое объяснение при условии, что сделаны следующие упрощающие предположения.
1. Интересующий сигнал состоит из последовательности ПСС, связанных с событиями, имеющих постоянную задержку и форму
2. Шум может быть аппроксимирован с помощью гауссовского случайного процесса с нулевым средним значением и дисперсией, равной {\displaystyle \sigma ^{2}}, не коррелирующей с другими испытаниями и не привязанной ко времени события (это предположение может быть легко нарушен, например, в случае, когда субъект делает небольшие движения языком, мысленно подсчитывая цели в эксперименте).

Определив через {\displaystyle k}, номер испытания и {\displaystyle t}, время, прошедшее после {\displaystyle k}-го события, каждое из испытаний может быть записано как {\displaystyle x(t,k)=s(t)+n(t,k)}, где {\displaystyle s(t)} является сигналом, а {\displaystyle n(t,k)} — шумом (следует обратить внимание, что при указанных выше предположениях сигнал постоянной величиной для всех испытаний, в то время как шум случайной).
Среднее {\displaystyle N} испытаний составляет
{\displaystyle {\bar {x}}(t)={\frac {1}{N}}\sum _{k=1}^{N}x(t,k)=s(t)+{\frac {1}{N}}\sum _{k=1}^{N}n(t,k)} .
Ожидаемое значение {\displaystyle {\bar {x}}(t)} является (как и должно быть) самим сигналом, {\displaystyle \operatorname {E} [{\bar {x}}(t)]=s(t)}.
Его дисперсия
{\displaystyle \operatorname {Var} [{\bar {x}}(t)]=\operatorname {E} \left[\left({\bar {x}}(t)-\operatorname {E} [{\bar {x}}(t)]\right)^{2}\right]={\frac {1}{N^{2}}}\operatorname {E} \left[\left(\sum _{k=1}^{N}n(t,k)\right)^{2}\right]={\frac {1}{N^{2}}}\sum _{k=1}^{N}\operatorname {E} \left[n(t,k)^{2}\right]={\frac {\sigma ^{2}}{N}}}.
На этом основании ожидается, что амплитуда шума среднего значения {\displaystyle N} испытаний будет отклоняться от среднего значения (которое {\displaystyle s(t)}) на величину, меньшую или равную {\displaystyle \sigma /{\sqrt {N}}} в 68 % случаев. В частности, отклонение, в котором находится 68 % амплитуд шума, в {\displaystyle 1/{\sqrt {N}}} превышает отклонение от одного испытания. Уже можно ожидать, что большее отклонение {\displaystyle 2\sigma /{\sqrt {N}}} охватит 95 % всех амплитуд шума.
Шум с большой амплитудой (например, артефакты, связанные с морганием глаз или движением) часто на несколько порядков превышает базовые ПСС. Поэтому испытания, содержащие такие артефакты, должны быть удалены перед усреднением. Удаление больших ошибок может быть выполнено вручную путем визуального осмотра или с использованием автоматизированной процедуры на основе предварительно определённых фиксированных порогов (ограничение максимальной амплитуды или наклона ЭЭГ) или на изменяющихся во времени пороговых значениях, полученных из статистики набора испытаний.[самостоятельно публикуемый источник]

## Номенклатура компонентов ПСС
Сигналы ПСС состоят из серии положительных и отрицательных отклонений напряжения, которые связаны с набором базовых «компонентов». Хотя некоторые компоненты ПСС обозначены аббревиатурами (например, условное отрицательное отклонение (англ., contingent negative variation — CNV), связанная с ошибкой негативность (англ., error-related negativity — ERN), большинство названий компонент начинается с буквы (N / P), обозначающей полярность (отрицательная/положительная), за которой следует число, указывающее либо задержку в миллисекундах, либо её порядковый номер в сигнале. Например, отрицательный пик, который является первым существенным пиком в форме волны и часто происходит приблизительно через 100 миллисекунд после представления стимула, часто называют N100 указывая, что его задержка составляет 100 мс после стимула и его отрицательность) или N1 (что указывает на то, что это первый пик и он отрицательный); За ним часто следует положительный пик, обычно называемый P200 или P2. Заявленные задержки для компонентов ERP часто весьма различны, особенно для более поздних компонентов, которые связаны с когнитивной обработкой стимула. Например, пик компоненты P300 находится где-то между 250 ms — 700 ms.

## Достоинства и недостатки

### Отношение к измерению поведения
По сравнению с процедурами поведения, ПСС обеспечивают непрерывное измерение процесса между стимулом и ответом на него, позволяя определить, на какие стадии воздействуют конкретные экспериментальные действия. Другое преимущество по сравнению с измерением поведения заключается в том, что они могут обеспечить измерение процесса обработки стимулов, даже если нет никаких поведенческих реакций. Однако из-за очень маленького значения ПСС обычно требуется большое количество испытаний, чтобы измерить его достаточно точно.

### Сравнения с другими нейрофизиологическими измерениями

#### Инвазивность
В отличие от микроэлектродов, для которых требуется вставлять электрод в мозг, а также ПЭТ, которая подвергает людей воздействию радиации, ПСС используют ЭЭГ, являющуюся неинвазивной процедурой.

#### Пространственное и временное разрешение
ПСС обеспечивают превосходное временное разрешение — скорость записи ПСС ограничена только частотой дискретизации, которую может реально поддерживать записывающее оборудование, тогда как гемодинамические измерения (такие как фМРТ, ПЭТ и функциональная ближняя инфракрасная спектроскопия  (англ. Functional near-infrared spectroscopy — fNIRS) по своей природе ограничены медленной скоростью реакции уровня кислорода в крови (BOLD). Пространственное разрешение ПСС, однако, гораздо слабее, чем у гемодинамических методов — на самом деле, определение местоположения источников ПСС является обратной задачей, которая не может быть точно решена, а только оценена. Таким образом, ПСС хорошо подходят для исследования вопросов о скорости нейронной активности и хуже для исследования вопросов о местоположении такой активности.

### Стоимость
Исследование ПСС намного дешевле, чем другие методы визуализации, такие как фМРТ, ПЭТ и МЭГ, поскольку покупка и обслуживание системы ЭЭГ обходится дешевле других систем.

## Использование ПСС в клинических исследованиях
Врачи и неврологи иногда используют в качестве визуального стимула мигающую шахматную доску, для обнаружения повреждения или травмы зрительной системы. У здорового человека этот стимул вызывает сильный ответ в первичной зрительной коре, расположенной в затылочной доле мозга.
Нарушения компонента ПСС в клинических исследованиях проявляются при неврологических состояниях, таких как:
- СДВГ[10][11]
- Деменция[12]
- Болезнь Паркинсона[13]
- Рассеянный склероз[14]
- Травмы головы[15]
- Инсульт[16]
- Обсессивно-компульсивное расстройство[17]

## ПСС в исследованиях
ПСС широко используются в нейронауках, когнитивной психологии, когнитивных науках и психофизиологических исследованиях. Экспериментальные психологи и нейробиологи обнаружили много различных стимулов, которые вызывают надёжные ПСС участников. Считается, что время ответов на эти стимулы является мерой времени передачи или обработки информации в мозге. Например, в описанной выше парадигме шахматной доски первый отклик зрительной коры здоровых участников составляет около 50-70 мс. Похоже, это указывает на то, что это время, которое требуется трансдуцированному (сигналу, переведённого из одной формы в другую) зрительному стимулу для достижения конечного мозга после того, как свет впервые попадает в глаза. В качестве альтернативы, ответ P300 происходит примерно через 300 мс в парадигме необычного стимула, например, независимо от типа представленного стимула: визуального, тактильного, звукового, обонятельного, вкусового и т. д. Из-за этой общей инвариантности относительно типа стимула компонент P300 понимается как отражающий более высокую когнитивную функцию, ответ на неожиданные и/или когнитивные значимые стимулы. Ответ P300 также изучался в контексте обнаружения информации и памяти.
Благодаря соответствию P300 новым стимулам может быть создан нейрокомпьютерный интерфейс, который опирается на него. Путем организации множества сигналов в сетке, случайного мигания строк сетки, как в предыдущей парадигме, и наблюдения ответов P300 субъекта, смотрящего на сетку, субъект может «сообщить», на какой стимул он смотрит, и, таким образом, медленно "напечатать" слова.
Другие ПСС, часто используемые в исследованиях, особенно в нейролингвистических, в которых применяются ELAN, N400 и P600/SPS.